# Jesús María Ramón Valdés
Jesús María Ramón Valdés (Ciudad Acuña, Coahuila, 15 de marzo de 1938-San Antonio, Texas, 7 de enero de 2016) fue un político mexicano, miembro del Partido Revolucionario Institucional, se desempeñó como Presidente Municipal de Ciudad Acuña, diputado federal y senador por Coahuila.
Licenciado en Administración de Empresas, ocupó los cargos de vicecónsul de México en la ciudad de Del Río, Texas en 1961, presidente de la Junta de Agua Potable y Alcantarillado de Coahuila en 1965, presidente Municipal de Ciudad Acuña de 1982 a 1984, fue elegido en dos ocasiones diputado federal, a la LV Legislatura de 1991 a 1994 y la LIX Legislatura de 2003 a 2006 por el I Distrito Electoral Federal de Coahuila, en 1999 fue precandidato del PRI a Gobernador, elección que fue ganada por Enrique Martínez y Martínez y en 2006 fue elegido Senador por Coahuila por primera minoría, para el periodo que tuvo fin en 2012.